# Златоград
Златогра̀д е най-южният град в България. Той се намира в област Смолян и е в близост до границата с Гърция, втори по големина в областта и административен център на община Златоград. По данни на ГРАО към 15 март 2024 г. в града живеят 6737 души по настоящ адрес и 7310 души по постоянен адрес.

## География

### Местоположение
Златоград се намира в южната част на Родопите в долината на река Върбица. Градът е на около 300 km югоизточно от София, на 60 km от областния град Смолян и на 6 km северно от граничния пункт ГКПП Златоград - Термес, през който се стига до гръцкия гр. Ксанти.
Златоград като населено място се характеризира с най-малката надморска височина в своята община – от 420 до 550 метра.

### Климат
В климатично отношение районът принадлежи към континентално-средиземноморската климатична област, южнобългарска климатична подобласт, източнородопски нископланински климатичен район.
Средногодишната температура на въздуха е 10,8ºС с максимум през юли 20,6ºС и минимум през януари —0,8ºС, което говори за умерено лято и сравнително мека зима. Екстремните стойности на средногодишната максимална и средногодишната минимална температура са съответно 17,1ºС и 4,9ºС, като средномесечната максимална е през август (28,9ºС), а средномесечната минимална през януари (-3,9ºС).
Средногодишните валежи достигат до 1000 л/m². Характерни за района на Златоград са интензивните валежи с различно времетраене, които най-често са през есента и съчетани с не малкия водосборен басейн на река Върбица (Сюютлийка – Зла река) са предпоставка за големи прииждания на реката. Максималните валежни количества (в милиметри) за времето от април до октомври се движат от 10 за 5 минути до 46,3 за 60 минути и 59,7 за повече от 60 минути. Върбица е с най-голям модул на оттока в България.
Средногодишната относителна влажност на въздуха е 75%, с максимум през ноември – 85%, 13 бр. са дните с относителна влажност на въздуха – равна или по-малка от 30%, което е показателно за добри растежни условия на горската и тревната растителност в района.
Средната месечна скорост на вятъра е в границите 0,9 м/сек до 1,2 м/сек, а средногодишната скорост е 1,1 м/сек.

## История
До 1934 година, селището носи името Даръдере. Християнското население в този край било наричано меропци (ропци, родопци). Мюсюлмани са живеели в този район още от XIV век, основно юруци. Това означава, че мюсюлманите са живели там още преди насилствената ислямизация, осъществена според някои историци в средата на XVII в. 
Преди Балканската война градът е бил заселен главно от православни християни и помаци. През 1912 година в града се заселват българи от други части на България и в демографската статистика на професор Любомир Милетич от 1912 година е посочено, че в града живеят 120 помашки и 200 български семейства.
Град Златоград се прославя с песента „Излел е Дельо хайдутин“, която през 1977 г. е включена в Златната плоча на Вояджър като музикално послание от Земята към далечния космос. Той е селище с богата култура и многовековна история. На територията му се намира най-старата построена по време на османското владичество църква в Родопите – „Успение Богородично“ – построена през 1834 година, сградата на най-старата пощенска станция в България и килийното училище, поставило началото на просветно-образователното дело в Родопите. Тук е открит и най-старият писмен паметник от родопското Възраждане – „Златоградски писмовник“ (1852 година). Характерен облик на града придава и архитектурният резерват. За българските етнографи, историци и филолози, Златоград е средище на най-старите традиции на материалната култура и бита на българския народ. Постройките в резервата се отличават с белите си зидове около дворовете, с откритите дворове, с широките дъбови врати и кръглите комини. Срещат се елементи от ксантийски и пловдивски тип. В дворовете на повечето къщи има кладенци, оградени с дъбови кошове, с „въртки“ за въжето и стрехи от едноулучени керемиди. В Златоград са регистрирани 120 архитектурни и археологически паметника.
В близост до Златоград на 15 януари 2010 е открит ГКПП Златоград - Термес, осигуряващ връзка на България с Гърция и Егейско море.

## Население

### Говор
Златоградският говор е български диалект, явяващ се като преход между родопските и източните рупски говори. Говори се предимно в района на Златоград. Отличава се от околните говори, като в златоградския липсва преглас на а след мека съгласна и мека сричка: жàби, чàши.

## Религии
Основните религии, изповядвани в Златоград, са православното християнство и ислямът. Съжителството между двете религиозни общности често е давано като еталон за съвременна религиозна толерантност. Има две църкви – „Свети Георги“ (1871), в чийто двор е и взаимното училище и „Успение Богородично“ (1834). „Успение Богородично“ е ниска, вкопана в земята, но е известна със съхранените икони и мястото, на което е построена – на един от високите и централни хълмове в града. В църквата „Свети Георги“ има красив иконостас и много икони на известни зографи. Българският зограф Нестор Трайков е автор на много икони в „Свети Георги“.
През 2001 г. в града е отрита и първата Евангелска Петдесятна църква.
В града има две джамии. Едната е стара, датираща от началото на XIX век.
На 15 юни 2014 г. е открита новата джамия в град Златоград. Тя се намира на мястото на разрушена от социалистическия режим през 1984 г. Също така на мястото на днешния пазар в града се е намирала голяма джамия, която е била средищно място на мюсюлманите от околията в петъчен ден, но и тя е разрушена през комунизма. Пазарската джамия е била известна сред местните и като „Писаната джамия“ заради богатата украса с флорални и геометрични фигури, съобразно нормите на исляма. Общо в миналото е имало четири джамии – на мястото на днешния пазар; в кв. „Малка река“, където днес е новата Централна джамия – Златоград; в кв. „Табахана“, където се издига старата „Табаханска джамия“ и в кв. „Голяма река“. 

## Политика

### Кмет
На местните избори на 30 октомври 2011 година кандидатът на партия ГЕРБ Мирослав Янчев спечелва на втори тур – с 50,26 на сто от гласоподавателите. Втори с 49,74 на сто остава кандидатът на коалиция „Заедно за Община Златоград“ Младен Чаушев. Янчев е преизбран за кмет през есента на 2015 г. (отново е кандидат на ГЕРБ).

### Общински съвет
Според Закона за местното самоуправление и местната администрация управлението на община Златоград е съставено от кмет на общината и общински съвет от 17 съветници. На всеки четири години се избира нов общински съвет и кмет, като следващите избори са предвидени за 2019 година. Разпределението на местата в общинския съвет след предпоследните избори от 23 октомври 2011 година, при изборна активност от 63,3%, е следното:
| Партия                                | Изборен резултат | Получени гласове | Места |
| ------------------------------------- | ---------------- | ---------------- | ----- |
| коалиция „Заедно за Община Златоград“ | 40,50%           | 2925             | 9     |
| ГЕРБ                                  | 38,06%           | 2749             | 8     |

### Побратимени градове
- Саръшабан (Хрисуполи), Гърция[6]

## Икономика
Град Златоград е център на рудодобив. Край града (Ерма река) се добива оловно-цинкова руда в рудник „Ерма река“ на ГОРУБСО-Златоград.
В селището работи и памукотекстилно предприятие „Белотекс 95“ АД.

## Култура и развлечение

### Етнографски ареален комплекс
Етнографският ареален комплекс е най-голямата съвременна забележителност на Златоградската община. Идеята е на етнографа от БАН ст.н.с. Борис Томангелов, реализацията ѝ е от инж. Александър Митушев, който осигурява необходимите материални средства и организация. Това е първият в България частен етнографски ареален комплекс. Открит е със съдействието и на Златоградската община на 24 май 2001 г. в празничния ден, посветен на българската култура, просвета и славянска писменост. Етнографският ареален комплекс е част от Стоте национални туристически обекта на Българския туристически съюз. Печат има в етнографския музей на града.

### Редовни събития
В града се провежда ежегоден фестивал на чевермето през май. 
През септември 2019 година в Златоград започва провеждането на един от най-мащабните и най-живописни ултрамаратони в Родопите-К3 ULTRA GBR. Той събира в града стотици бегачи от цял свят, а събитието се превръща в празник за целия град.
- През месец май всяка година се провежда Трансграничен фолклорен събор на връх Костадин, край Златоград.
- През месец май всяка година се провежда фестивал на чевермето.
- През месец септември, от 20 до 24, в Златоград се провеждат ежегодните Дельови празници.
- На 21 ноември град Златоград празнува своето освобождение от османско владичество.

### Културни и природни забележителности
- Златоградски вестник, списва се от 1990 г.

Туристически обекти в Златоград:
- Етнографски музей;
- Музей на просветното дело в Средните Родопи;
- Храм-паметник „Успение Богородично“, построена 1834 година – първата църква, построена в Родопите, по време на османското владичество.
- Килийно училище 1835 – 1836 г. (в двора на черквата „Успение Богородично“)
- Икона на Богородица със забит в сърцето нож (в преддверието на черквата „Успение Богородично“);
- Взаимно училище (1852 година) – сега музейна сбирка „Просветното дело в Средните Родопи“ 1852 г. (в двора на църквата „Свети Георги Победоносец“)
- Изложба Живопис и графика – творци от Златоград (в сградата на Взаимното училище)
- Музейна сбирка на съобщенията – РПС Златоград;
- Паметник на Дельо войвода;
- Лобното място на Дельо войвода;
- Параклиси: „Св. Атанас“; „Св. Неделя“; „Св. св. Константин и Елена“; „Св. Екатерина“; „Св. Илия“;
- ферма за щрауси, край село Старцево
- ферма за щрауси, край Златоград
- Язовир „Златоград“;
- Църквата „Свети Георги Победоносец“, построена 1871 година.
- База за риболов и отдих „Ягнево“, край Златоград;
- Гъбата – скално образувание – природна забележителност близо до Златоград, между селата Добромирци и Бенковски.
- Джамия „Табахненска“, построена ок. 1850 г. – обявена за архитектурен и религиозен паметник

## Спорт
- Футболният клуб „Вихър 1965 “
- Спортен клуб по хокей на трева
- Спортен клуб бразилско жиу житсо и граплинг
- Спортен клуб по баскетбол Златоград
- Футболен клуб Златоград

## Други
След картографирането на остров Ливингстън от българската експедиция Тангра 2004/05, един от върховете на острова е наречен Златоградски камък по името на града.

## Личности
- Дельо войвода (края на XVII в.–началото на XVIII в.), хайдутин по време на османското владичество
- Вели Чаушев (1934 – 2018), актьор
- Виктор Калев (род. 1969), актьор
- Виктория Профирова (род. 1930), учителка, дългогодишен ръководител на ученически хор към начално училище „В. Левски“, самодеен хор към читалище „Просвета“, ритуален хор
- Георги Хекимов (1820 – 1871), виден лекар
- Дарина Джамбазова, народна певица
- Златина Узунова – Славея на Родопа
- Илия Хаджидончев (1876 – 1945), български учител и общественик, назначен за първи кмет на Даръдере в 1913 година
- Ирина Маринова (род. 1975), актриса
- Лазар Вълчев, певец от група „О32“
- Кирко Профиров (1927 – 1995 г.), адвокат, председател на читалище „Просвета“, режисьор-постановчик на самодеен театър към читалището
- Мира Добрева (род. 1972), българска журналистка
- Михаил Илийков, актьор, пръв носител на наградата за актьорско майсторство „Аскеер“
- Никола Ангелов Ерменлиев – Митата, терорист[7]
- Никола Хекимов (около 1812 – 1891), прочут лекар
- Никола Хекимов, български търговец и общественик от края на XIX – началото на XX век
- Станислав Сивриев (1924 – 1989 г.), писател и партизанин
- Таня Скечелиева, народна певица
- Файка Сиракулева, народна певица
- Яков Змейкович (1840 – 1913 г.), учителствал в Даръдере и околността в XIX век
- К. К. Пачилов, Г. Крушевалиев, К. Александров, Тома Стоянов, Петър Ст. Шукров, Костадин Стоянов, Елена К. Крахтева, Мария Хаджиниколова, Георги Лазаров Пачилов, Евгения Евгениева – учителка, съпруга на Лазар Пачилов, Васила Лазарова Пачилова, презвитера Калина Инджова, дейци на ВМОРО[8]

## Галерия
- Музейна сбирка на съобщенията
- Етнографският музей
- Сгуровата къща
- Вдясно: Църквата „Св. Георги Великомъченик“, вляво: Взаимното училище – Музейната сбирка „Просветното дело в Средните Родопи“ и изложба „Живопис и графика – творци от Златоград“
- Надпис над вратата на църквата „Св. Георги“
- Нощен Златоград